# Тейлор Мітчелл
Тейлор Мітчелл (англ. Taylor Mitchell, 28 серпня 1990, Торонто, Онтаріо, Канада — 28 жовтня 2009, Галіфакс, Нова Шотландія, Канада) — канадська народна співачка, авторка пісень та музикантка з Торонто.

## Життєпис
Тейлор Мітчелл народилася і виросла в Торонто, Онтаріо, Канада. Закінчила школу мистецтв за спеціальністю музичний театр у Етобіко — західній частині міста Торонто.
У березні 2009 року вийшов її дебютний альбом «На ваш розгляд» (For Your Consideration), який отримав обнадійливі відгуки і ротацію.
У червні 2009 року запрошена виступити на фольклорному фестивалі у Вінніпезі. Мітчелл була номінована на Нагороду канадської народної музики як молода виконавиця року.
23 жовтня 2009 року вона розпочала концертне турне в Морських провінціях, яке передбачало виступи в Нью-Брансвіку, Новій Шотландії та на острові Принца Едварда. Увечері своєї загибелі вона повинна була виступати в Сіднеї, Нова Шотландія.
За кілька днів Тейлор Мітчелл прогулювалася в Національному парку «Верховини Кейп-Бретон», коли на неї напали два койоти. Звірі завдали їй глибоких ран на ногах і голові. Лікарі намагалися врятувати її життя переливанням крові, але їм не вдалося компенсувати втрати крові, і Мітчелл померла 28 жовтня 2009 року у віці 19 років.